# Peremojne, Tokmak
Peremojne (în ucraineană Переможне, în germană Neu Montal) este un sat în comuna Tavria din raionul Tokmak, regiunea Zaporijjea, Ucraina. Satul a fost locuit de germanii pontici.  

## Demografie
Componența lingvistică a localității Peremojne
     Ucraineană (92,98%)
     Rusă (6,14%)
     Alte limbi (0,88%)
Conform recensământului din 2001, majoritatea populației localității Peremojne era vorbitoare de ucraineană (92,98%), existând în minoritate și vorbitori de rusă (6,14%).